# Afrosmodicum ebenium
Afrosmodicum ebenium is een keversoort uit de familie boktorren (Cerambycidae). De wetenschappelijke naam van de soort is voor het eerst geldig gepubliceerd in 1859 door Chevrolat.